# Nettilling Lake
Der auf der Baffin-Insel am Polarkreis gelegene Nettilling Lake [ˈnɛʧɪlɪŋ] ist mit 5542 km² Fläche und 123 km maximaler Länge der größte Süßwasser-See des kanadischen Territoriums Nunavut und der elftgrößte Kanadas sowie der weltgrößte auf einer Insel gelegene See.

## Lage
Er liegt 30 m über dem Meeresspiegel. 110 km südwestlich des Auyuittuq-Nationalparks und 280 km nordwestlich von Iqaluit in der großen Ebene von Koukdjuak und bildet zusammen mit dem zweitgrößten See der Baffin-Insel, dem Amadjuak Lake, aus dem er gespeist wird, sowie dem Mingo-See und einer Vielzahl von Flussstauungen ein ausgedehntes Seengebiet. Der Nettilling-See ergießt sich über den sehr seichten und breiten Koukdjuak River in das Foxe Basin. 
Zusammengesetzt aus den drei Buchten Mirage, Camsell und Burwash erweist sich der östliche Teil des Sees als verhältnismäßig flach, und so befindet sich hier eine Vielzahl kleiner Inseln, während der westliche Teil viel tiefer und ohne Inseln ist. 
Das Südufer des Nettilling Lakes wurde 1883 von dem deutsch-amerikanischen Polarforscher Franz Boas entdeckt. Zwischen 1924 und 1926 hielt sich Joseph Dewey Soper (1893–1982) im Seengebiet auf und erforschte die Region bis zum Amadjuak-See. Damals lebten hier wegen des Karibu- und Fischreichtums viele Inuit in ihren Camps; heute ist die Gegend nicht mehr bewohnt.

## Seefauna
Der Name „Nettilling“ geht vermutlich auf das Inuktitut-Wort für Robbe, Netsiq, zurück: Der die meiste Zeit des Jahres zugefrorene See zieht immer wieder Ringelrobben an. Hauptbewohner des Sees aber sind die drei Fischarten Wandersaibling (Salvelinus alpinus), Neunstachliger Stichling (Pungitius pungitius) und Dreistachliger Stichling (Gasterosteus aculeatus). Für letzteren gilt der Nettilling-See als nördlichster Laichplatz. Alle drei Fischarten nähren sich von Larven der Meeresmücke (Clunio marinus, Familie der Chironomiden), die 95 % der Mikrofauna des Nettilling-Sees ausmachen.
Die Tundra rund um das gesamte Seengebiet dient Karibuherden als Futterplatz und Region zum Kalben. Hier entwickelt sich in den Frühjahrs- und frühen Sommermonaten die umfassendste Karibu-Konzentration des kanadischen Archipels, und der Hauptwanderweg dieser Tiere führt im Frühjahr und Herbst am Amadjuak-See vorbei.